# Hypognatha saut
Hypognatha saut là một loài nhện trong họ Araneidae.
Loài này thuộc chi Hypognatha. Hypognatha saut được Herbert Walter Levi miêu tả năm 1996.